# Indústria automotiva na Tailândia

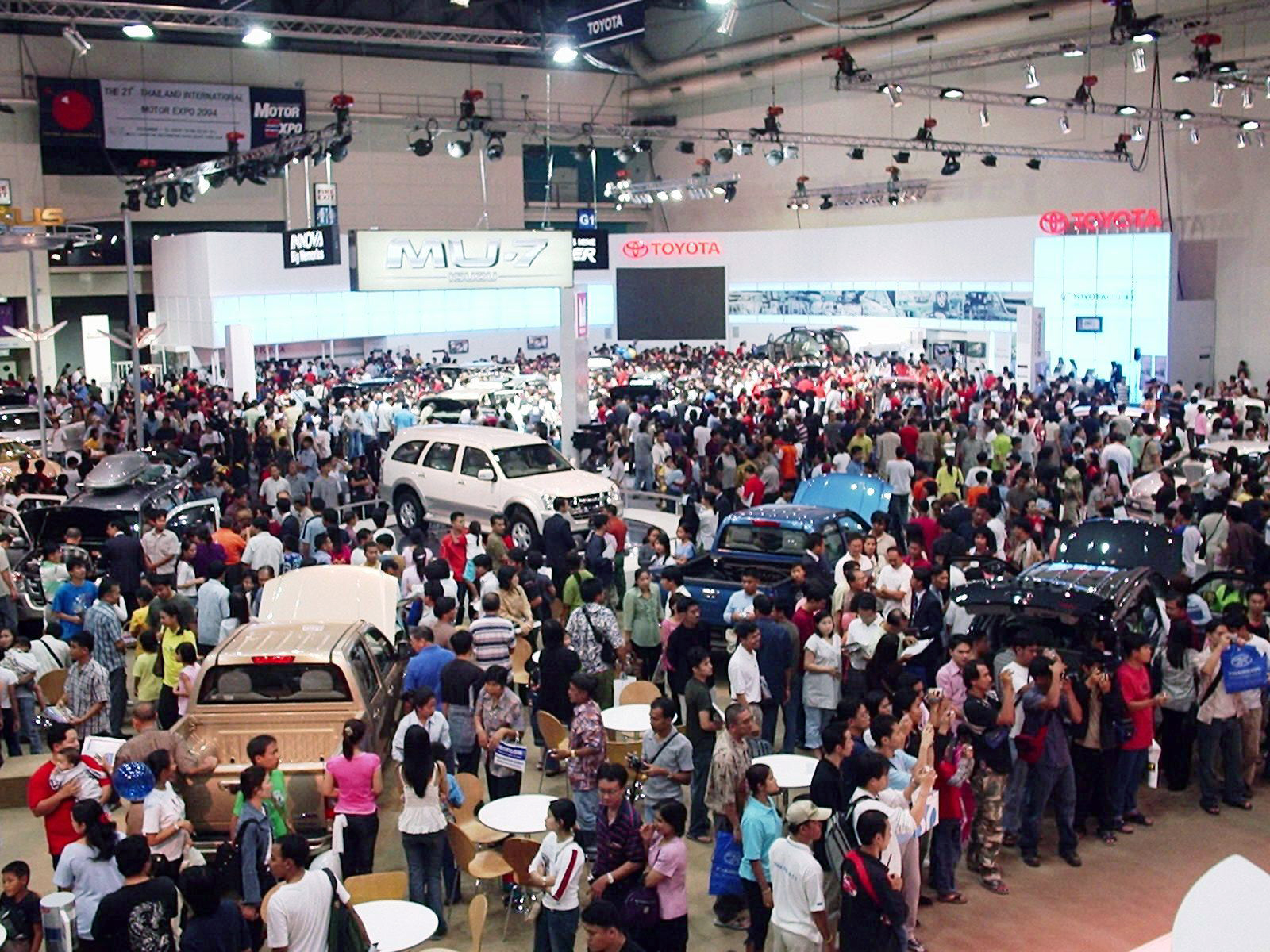
Thailand International Motor Expo, em 2004.

Desde 2015, a indústria automotiva tailandesa é a maior no Sudeste Asiático e a 12ª maior indústria automotiva do mundo. Ela tem uma produção anual perto de 2 milhões de veículos (automóveis de passageiros e camionetas), mais do que países como a Bélgica, o Reino Unido, Itália, República Checa e Turquia.
A maioria dos veículos fabricados na Tailândia são desenvolvidos e licenciados por produtores estrangeiros, principalmente japoneses e norte-americanos. A indústria de automóveis tailandesa aproveita a Área de Livre-Comércio da ASEAN (AFTA) para encontrar um mercado para muitos dos seus produtos. A Tailândia é um dos maiores mercados do mundo para picapes, com mais de 50% de quota de mercado para caminhões de uma tonelada.

## História
O primeiro carro importado para a Tailândia foi trazido pela família real por volta de 1900. Desde então, a Tailândia procedeu à criação progressiva de uma indústria viável. Em comparação com os esforços de substituição de importações de outros países do Sudeste Asiático, o governo da Tailândia geralmente tem permitido um papel maior na orientação do desenvolvimento de alianças dos próprios fabricantes.
Muitos outros países têm praticado uma abordagem centralizada, enquanto alguns (como as Filipinas) recorreram ao clientelismo e ao favoritismo. Isso não quer dizer que a corrupção tenha sido completamente ausente, com as empresas de fabricação de automóveis estando envolvidas no escândalo de Suvarnabhumi, por exemplo. Várias famílias políticas também são destaques na fabricação, muitas vezes beneficiando-se de conhecimento interno e do privilégio político ocasional. A Tailândia também forneceu incentivos governamentais eficientes e suporte para os fabricantes de componentes menores, permitindo-lhes desenvolver em ritmo com as multinacionais.

### Primeiros dias
A história da indústria automobilística tailandesa começou em 1960, quando o governo tailandês configurou uma política de substituição de importações para impulsionar a indústria local. Em 1961, a primeira empresa resultante, a "Anglo-Thai Motor Company", começou a montagem local. O mercado era muito pequeno, com apenas 3 232 veículos de passageiros vendidos, e uns meros 525 veículos (310 carros, 215 caminhões) montados na Tailândia, em 1961. Todavia, novos fabricantes apareceram rapidamente, como a Fiat, a Siam Motors e a Nissan.
Em 1970, a produção local tinha aumentado para 10 667 veículos. Após dez anos de esforços iniciais na construção da indústria local, a percentagem de veículos montados na Tailândia ainda era cerca de metade do mercado em 1971. A revisão da política em 1969 concluiu que os incentivos fiscais, em vez de baixar o défice comercial, tinha, na verdade, servido para aumentá-la. O Comitê de Desenvolvimento de Automobilismo (ADC) foi criado em conjunto aos fabricantes para tentar resolver estes problemas.
No início de 1971, o governo (com organizações privadas que representavam a indústria automóvel) começou um esforço para aumentar a produção local, como resultado de um défice comercial crescente. Muitos fabricantes de peças e montadoras novas surgiram, mas uma proliferação de modelos e versões impediam economias de pequena escala. Como reação, o governo tailandês aumentou as tarifas sobre os carros importados. A moratória sobre novas montadoras também foi implementada, assim como limites para o número de modelos oferecidos. Como os fabricantes rapidamente começaram a contornar as limitações do modelo, estas regras foram abandonadas antes que elas pudessem ter qualquer efeito real.
Isto ainda não foi suficiente para carros montados localmente competirem em equidade com as importações. O défice comercial em veículos aumentou mais de seis vezes entre 1972 e 1977, e as plantas estavam em execução em cerca de um sexto da capacidade. Depois de ter aumentado as tarifas sobre carros importados a 150%, as importações de carros foram proibidas em 1978. A necessidade de peças locais foi programada para aumentar para 50% até 1983 (embora este tenha sido mantido em 45% depois de pressões dos fabricantes e da Câmara Japonesa de Comércio).
A exigência de peças fabricadas no país prejudicou várias empresas menores, como a Dodge, Hillman, Holden e Simca. Gradualmente, a fabricação de peças simples, como freios, radiadores, peças de motor, vidro e pequenas partes do veículo começaram a aumentar significativamente. Após a retirada da GM, Ford e Fiat, no final da década de 1970, o mercado também se tornou um pouco mais eficiente. Em 1985, carros importados com motores de mais de 2,3 litros foram novamente permitidos, embora com uma taxa de importação de 300%.
A partir de 1985, a Tailândia passou a receber mais investimento direto japonês em sua indústria automotiva, e como a economia continuou crescendo nos últimos anos da década de 1980, viu-se um forte crescimento. Em 1987, um ponto de referência foi alcançado quando a Mitsubishi Tailândia tornou-se o primeiro produtor a exportar veículos construídos na Tailândia, um carregamento de 488 carros de passeio e 40 ônibus enviados para o Canadá.